# Пара из будущего
«Пара из будущего» — российская фантастическая трагикомедийная мелодрама режиссёра Алексея Нужного. Главные роли исполняют Сергей Бурунов, Мария Аронова, Денис Парамонов и Дарья Коныжева.
В России фильм вышел в прокат 4 марта 2021 года. Телевизионная премьера состоялась на телеканале «Россия-1» 8 марта 2023 года.

## Сюжет
Россия, Нижний Новгород, 2040 год. Евгений и Александра 20 лет в браке, любовь угасла, но развестись не получается, поскольку в будущем расторжение брака — очень дорогая услуга.
Евгений и Александра попадают в прошлое, в тот самый день 20 лет назад (2020 год), когда молодой и влюблённый Женя сделал предложение прелестной Саше. Теперь пара из будущего хочет разлучить самих себя в молодости, но это оказалось непросто. Молодые сражаются за свою любовь.

## В ролях
| Актёр                          | Роль                   |
| ------------------------------ | ---------------------- |
| Сергей Бурунов                 | Женя в 2040            |
| Мария Аронова                  | Саша в 2040            |
| Денис Парамонов                | Женя в 2020            |
| Дарья Коныжева                 | Саша в 2020            |
| Ирина Горбачёва                | Ири (озвучивание)      |
| Алексей Симонов                | отец Саши              |
| Яна Романченко                 | мать Саши              |
| Игорь Царегородцев             | Олег                   |
| Георгий Токаев                 | Иван                   |
| Михаил Орлов                   | дядя Игорь             |
| Серафима Красникова            | Валя                   |
| Сергей Стёпин                  | Михалыч                |
| Павел Мисаилов Павел Балабанов | полицейские            |
| Карина Мишулина                | Оксана Синицына в 2040 |
| Марина Волкова                 | Оксана Синицына в 2020 |
| Николай Амосов                 | Яша                    |
| Сейдулла Молдаханов            | пастух                 |
| Алексей Нужный                 | Алексей Николаевич     |
| Татьяна Морозова               | Таня                   |
| Андрей Харыбин                 | водитель автобуса      |
| Авет Оганесян                  | Алексей                |

## Производство

### Съёмки
Съёмки проходили в сентябре 2020 года в Нижнем Новгороде, в октябре 2020 года — в Зеленограде.

### Синопсис
Предпремьерный показ фильма состоялся в московском кинотеатре «Октябрь» 1 марта 2021 года.
В широкий кинопрокат романтическая комедия вышла 4 марта, когда пришла весна, а вместе с ней и символическое обновление природы, связанное с любовью. Этот фильм можно рассматривать как острый фильм после карантина и пандемии. За это время многие семьи лучше узнали друг друга. Фундаментальная тема сострадания и уважения между мужем и женой раскрывается в фильме в комедийной концепции.
Режиссёром фильма выступил Алексей Нужный, который ранее срежиссировал фильм «Я худею» и телесериал «Ольга». Алексей Нужный, который также является психологом, имел прекрасную возможность написать сценарий об отношениях в месяцы карантина, когда семьи повсюду изменили свои повседневные привычки, чтобы быть ближе к дому. Писатели отметили, что во времена 2040 года, когда удобство будет на более высоком уровне, будет меньше времени отношений. Фильм описывает последствия семейных распрей и их решения. Семейный фильм — это мелодрама, которую съёмочная группа описала как «пронзительная комедия». «Кинорепортёр» заявил, что фильм начинается как фантастическая драма и заканчивается мелодрамой. Он также многослоен из-за событий 2020 и 2040 годов. Некоторые из основных моментов фильма включают голограммы и роботов в 2040 году, а в 2020 году обстановка описывается как место, где не было COVID-19.
В фильме присутствуют отсылки к жанрам фэнтези, юмора, романтики, приключений. Сергей Бурунов и Мария Аронова также приятно провели время на съёмочной площадке и действовали в точности как пара из фильма. Оба исполнителя окончили Театральный институт имени Бориса Щукина. Время производства и творческий процесс создания декораций эпохи 2040 года отнимали много времени. В обзоре фильма отмечается, каким будет Нижний Новгород через двадцать лет.
В фильме присутствует концепция путешествия во времени — главные исполнители окажутся в своей молодости. Супруги, живущие в 2040 году, также перенесут время на 2020 год и найдут способ исправить свои отношения с помощью самих же себя.
Главные роли в картине сыграли Сергей Бурунов и Мария Аронова, а пару в молодости воплотили Денис Парамонов и Дарья Коныжева. Обе актрисы смогли найти правильный баланс в исполнении роли.
Тема фильма посвящена семейным отношениям и бессмертию концепции любви. Фильм — свидетельство того, как жизнь может измениться в 2040 году, но любовь останется вечной и неизменной. Фильм построен на комедийной основе.

## Рецензии
Рецензия «Киноафиша» отметила: «Фильм „Пара из будущего“ — классическое драмеди, но юмор здесь уступает делам сердечным, запутанные дебри которых героям придётся преодолевать по ходу действия». В рецензии «Российской газеты» отмечалось, что «фильм представляет собой сочетание многих жанров, от ром-кома до киберпанковой сатиры. Сценарий фильма построен как парадокс».